# Mihail Isakovski
Mihail Vasilievici Isakovski (în rusă: Михаил Васильевич Исаковский, n. 19 ianuarie [S.V. 7 ianuarie] 1900 - d. 20 iulie 1973) a fost un poet rus.
Influențat de Nicolai Nekrasov, a scris o lirică dedicată țăranului și eroismului participanților la Primul Război Mondial.
A fost medaliat cu Ordinul Erou al Muncii Socialiste (1970), Premiul de Stat al URSS (de două ori: 1943, 1949).

## Scrieri
- 1930: Provincia ("Provințiia")
- 1931: Meșterii pământului ("Mastera zemli")
- 1936: Patru plângeri ("Cetire jelaniia")
- 1943: Katiușa
- 1952: Despre măiestria poetică ("O poeticeskom masterstve").